# Graham Gano
Graham Clark Gano (Arbroath, 29 giugno 1985) è un giocatore di football americano scozzese che milita nel ruolo di placekicker per i New York Giants della National Football League (NFL).

## Carriera

### Primi anni
Gano frequentò la Florida State University from 2005 a 2008, giocando come kicker e come punter per i Florida State Seminoles. Firmò con i Baltimore Ravens dopo non essere stato scelto nel Draft NFL 2009. Dopo che la squadra nominò Steven Hauschka proprio kicker titolare, svincolò Gano il 5 settembre. Firmò così con i Las Vegas Locomotives, con cui vinse il titolo della lega.

### Washington Redskins

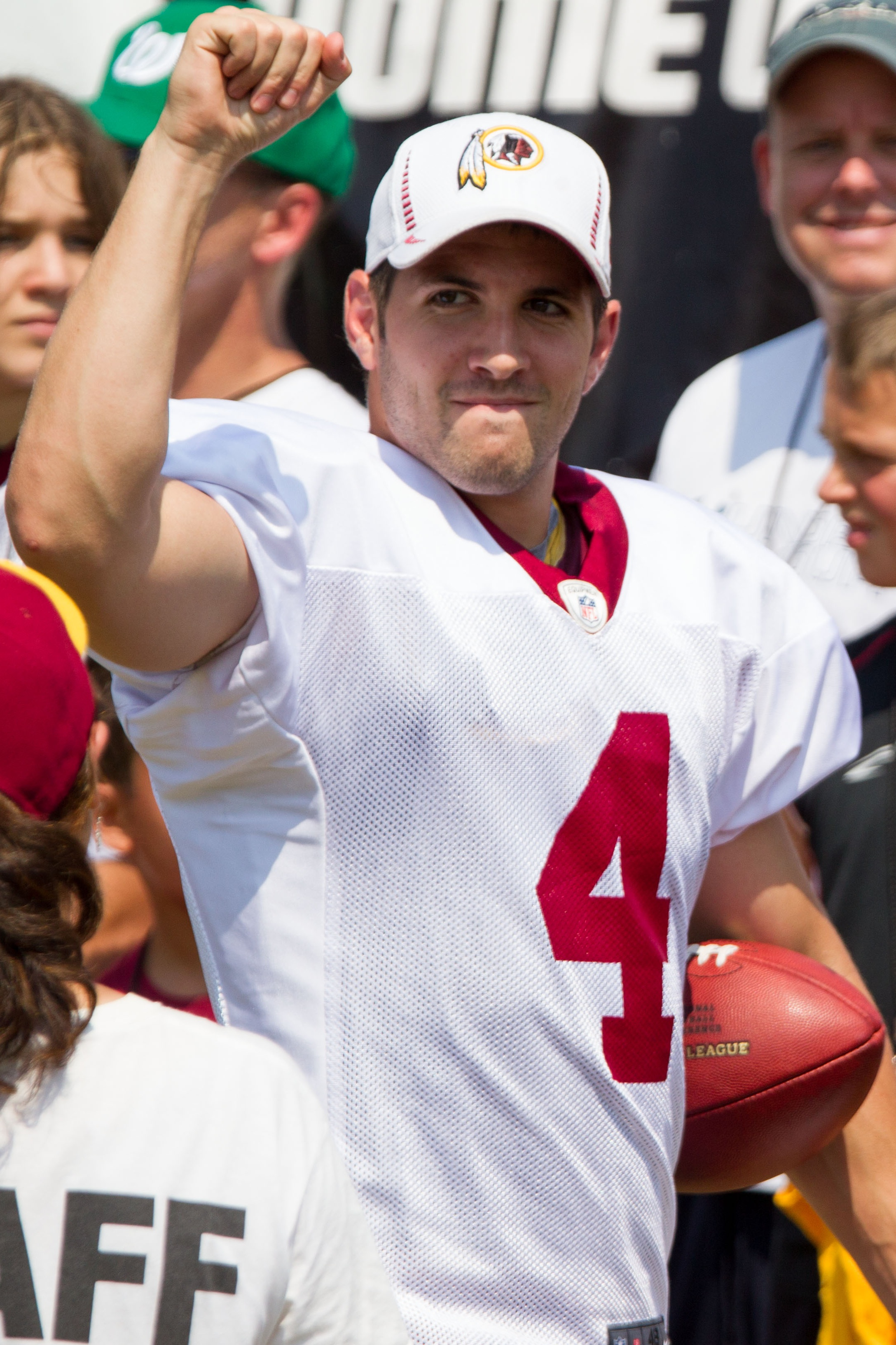
Gano nel training camp dei Redskins nel 2012

L'8 dicembre 2009, Gano firmò con i Washington Redskins, sostituendo il veterano Shaun Suisham, con cui debuttò nella NFL segnando il suo primo field goal. Rimase con la squadra fino al 28 agosto 2012, quando fu svincolato, vedendosi preferito il veterano Billy Cundiff.

### Carolina Panthers

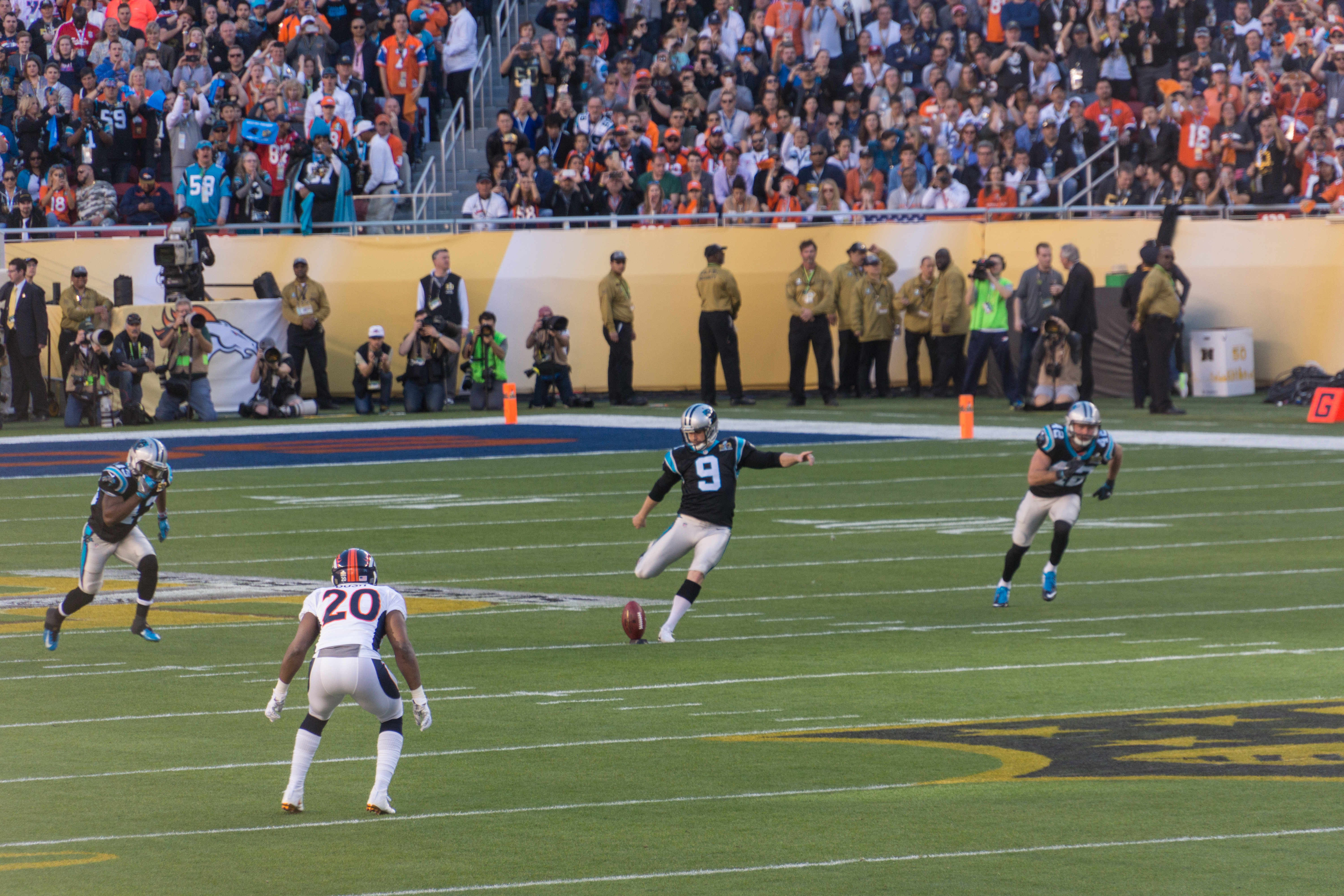
Un calcio di Gano nel Super Bowl 50

Il 20 novembre 2012, Gano firmò con i Carolina Panthers, sostituendo Justin Medlock. Disputò le rimanenti sei gare della stagione convertendo 6 field goal su 11
Il 28 febbraio 2014 Gano firmò un rinnovo quadriennale con i Panthers worth del valore di 12,4 milioni di dollari. Nel novembre 2015 Gano guidò la NFL con 62 punti segnati, venendo premiato come giocatore degli special team della NFC del mese. In quella stagione i Panthers raggiunsero il Super Bowl 50, perso contro i Denver Broncos 24-10, in cui Gano segnò un field goal su due tentativi.
Nel 2017, Gano fu convocato per il suo primo Pro Bowl. Il 6 marzo 2018 fu ricompensato con un nuovo contratto quadriennale da 17 milioni di dollari.
Il 7 ottobre 2018, Gano segnò da 63 yard il field goal della vittoria per 33-31 contro i New York Giants a un secondo dal termine. Tale calcio pareggiò il record NFL per il più lungo field goal vincente, detenuto da Tom Dempsey nel 1970. Alla fine di ottobre fu premiato per la seconda volta come giocatore degli special team della AFC del mese in cui segnò tutti gli 8 field goal tentati.
Il 30 agosto 2019, Gano fu inserito in lista infortunati, chiudendo la sua stagione. Fu svincolato il 30 luglio 2020.

## Palmarès

### Franchigia
- Campione UFL: 1

Las Vegas Locomotives: 2009
- National Football Conference Championship:1

Carolina Panthers: 2015

### Individuale
- Convocazioni al Pro Bowl: 1

2017
- Giocatore degli special team della NFC del mese: 2

novembre 2015, ottobre 2018